# SMS (альбом)
«SMS» — пятый студийный альбом российской рок-группы «Ночные снайперы», выпущенный в 2004 году.

## Об альбоме
- Альбом выходил в двух вариантах — в обычном и в подарочном.
- Песня «Полчаса», написанная на стихи Яшки Казановы, вошла только в подарочное издание.
- Песня «9,5» должна была войти в альбом в другой версии. Группа в последний момент решила поменять музыкальную концепцию композиции, что стало одной из причин переноса релиза альбома.
- Заглавная композиция альбома «Асфальт» была представлена на диске в варианте, отличающемся от звучавшего на радиостанциях. Альбомная версия — быстрее, в менее акустическом варианте.

## Список композиций
Слова и музыка всех песен — Дианы Арбениной, кроме бонус-трека — слова Яшки Казановы.
| №                   | Название                         | Длительность |
| ------------------- | -------------------------------- | ------------ |
| 1.                  | «Давно не виделись: здравствуй!» | 4:13         |
| 2.                  | «Асфальт»                        | 3:19         |
| 3.                  | «SMS»                            | 4:13         |
| 4.                  | «Сенбернары»                     | 3:47         |
| 5.                  | «Осень ну и что?»                | 3:07         |
| 6.                  | «Юго»                            | 3:23         |
| 7.                  | «Гонщик»                         | 3:18         |
| 8.                  | «Бумерангом»                     | 3:24         |
| 9.                  | «Куба»                           | 3:29         |
| 10.                 | «Ты город»                       | 3:14         |
| 11.                 | «Юго 2»                          | 3:35         |
| 12.                 | «Страханет»                      | 4:14         |
| 13.                 | «9 ½»                            | 4:06         |
| 14.                 | «Не ищу»                         | 4:51         |
| 15.                 | «Грязные танцы»                  | 3:28         |
| 16.                 | «½ часа на войну» (бонус-трек)   | 4:44         |
| Общая длительность: | Общая длительность:              | 1:00:25      |

## Участники записи
- Диана Арбенина — гитара, вокал
- Иван Иволга — гитара, клавишные
- Дмитрий Горелов — ударные
- Фёдор Васильев — бас-гитара
- Лена Перова — бэк-вокал
- Армен Костандян — дудук
- Айрат Садыков — клавишные, рояль
- Иван Лохманюк — бас-гитара